# 純真年代 (小說)
《純真年代》（英語：The Age of Innocence）是伊迪絲·華頓的第十二本小說，最初在1920年的《Pictorial Review》雜誌上分四部分連載，後來由D. Appleton & Company以書本形式在紐約和倫敦發行。本書贏得了1921年普利策小说奖，使得華頓成為第一個獲得該獎的女人。儘管委員會最初同意將該獎項授予辛克萊·路易斯，但由於政治上的理由，評判駁回了他的小說《Main Street》，並且「確立華頓為美國第一夫人文學家」，其諷刺的是委員會授予《純真年代》獎項的理由是否定華頓自己露骨和隱約的諷刺，這使本書如此值得關注。本書故事是設定在鍍金時代期間，1870年代的紐約市上流社會。在華頓與出版商為她的作品吵架並成為一名成功的作家後，於50歲時寫了這本著作。

## 主要角色
- Newland Archer：故事的主角，他是一名年輕、受喜愛、成功的男律師，與他的母親和姐姐住在一間優雅的紐約市房子。
- Mrs. Manson Mingott：強大的Mingott家族的女負責人，以及是Ellen和May的祖母。
- Mrs. Augusta Welland：May的母親，她撫養她的女兒成為一名得體的上流社會女士。
- May Welland：Newland Archer的未婚妻，後來成為妻子。
- Ellen Olenska：May的表姐和Mrs. Manson Mingott的孫女。

## 次要角色
- Christina Nilsson（英语：Christina Nilsson）
- Mrs. Lovell Mingott
- Lawrence Lefferts
- Sillerton Jackson
- Julius Beaufort
- Regina Beaufort
- Janey Archer
- Mrs. Adeline Archer
- Mrs. Lemuel Struthers
- Count Olenski
- Sophy Jackson
- Louisa與Henry van der Luyden
- Duke of St Austrey
- Nastasia
- Mr. Letterblair
- Mrs. Rushworth
- Ned Winsett
- Reggie Chivers
- Marchioness Medora Manson
- Dr. Agathon Carver
- Du Lac aunts
- Mrs. Carfry
- M. Rivière
- Emerson Sillerton
- Blenker family
- Miss Blenker
- Dallas Archer
- Fanny Beaufort

## 改編作品
- 1924年的《純真年代（英语：The Age of Innocence (1924 film)）》，這是一部無聲電影，導演是韋斯利·拉格爾斯（英语：Wesley Ruggles）。
- 1928年的舞台劇，由瑪格麗特·阿耶·巴恩斯（英语：Margaret Ayer Barnes）改編。
- 1934年的改編電影《純真年代（英语：The Age of Innocence (1934 film)）》，導演是Philip Moeller（英语：Philip Moeller）。
- 1993年的改編電影，導演是馬田·史高西斯。
- 2009年的電視劇《花邊教主》其中一集名為"The Age of Dissonance"，零散地根據小說的情節重塑出來，以2000年代的紐約為背景。

## 外部連結
- The Age of Innocence - 古腾堡计划
- The Age of Innocence  - 古滕堡分布式校对（加拿大）
- The Age of Innocence (audio book) - 古腾堡计划
- The Age of Innocence, 1920 first edition, scanned book via Internet Archive
- Original 1920 D. Appleton edition of The Age of Innocence at Google Books （页面存档备份，存于）
- Photos of the first edition of The Age of Innocence （页面存档备份，存于）
- The Age of Innocence （页面存档备份，存于） free ebook in PDF, PDB and LIT formats
- LibriVox中的公有领域有声书《The Age of Innocence》
- The Age of Innocence （页面存档备份，存于） at Literapedia

改編作品
- 1947 Theatre Guild on the Air radio adaptation at Internet Archive